# The Saturdays

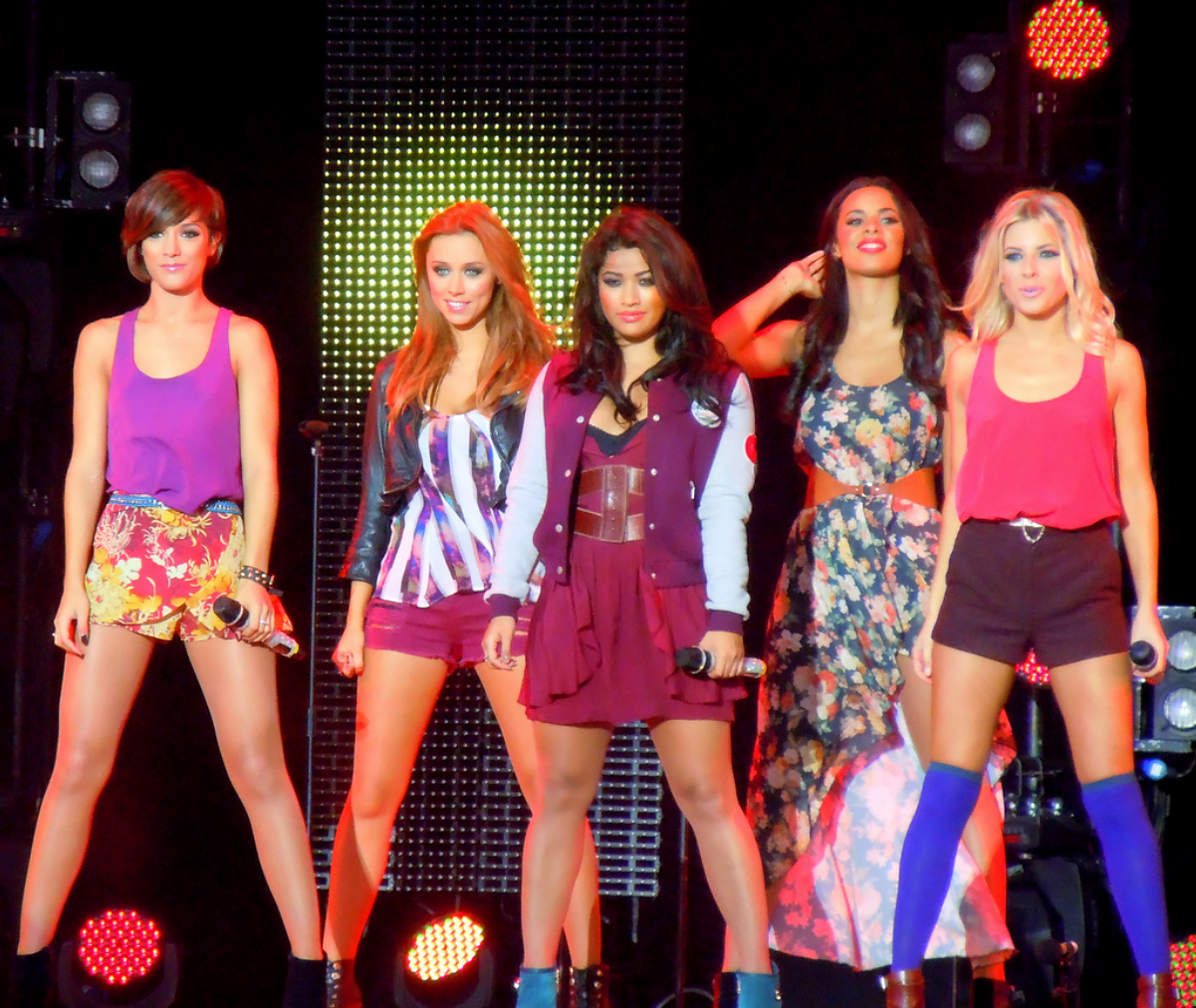
The Saturdays 2011-ben

A The Saturdays egy 2007-ben alakult angol lánycsapat. Tagjai: Una Healy, Mollie King, Frankie Sandford, Vanessa White, Rochelle Wiseman.
Frankie Sandford és Rochelle Wiseman már korábban is együtt dolgozott, az S Club 8 együttesben. Első albumuk, a Chasing Lights 2008. októberében jelent meg. Második albumuk, a Wordshaker egy évvel később jelent meg, első kislemeze a Forever Is Over.

## Albumok
| Év   | Adatok                                              | Csúcshelyezések | Csúcshelyezések | Csúcshelyezések | Minősítés |
| Év   | Adatok                                              | UK              | IRL             | EU              | Minősítés |
| ---- | --------------------------------------------------- | --------------- | --------------- | --------------- | --------- |
| 2008 | Chasing Lights - Formátumok: CD, Digitális letöltés | 9               | 34              | 43              | Platina   |
| 2009 | Wordshaker - Formátumok: CD, Digitális letöltés     | 9               | 36              | 18              | Ezüst     |
| 2010 | Headlines! - Formátumok: CD, Digitális letöltés     | 3               | 10              | 10              | Ezüst     |
| 2011 | On Your Radar - Formátumok: CD, Digitális letöltés  | 23              | 43              | -               | -         |

## Kislemezek[1]
| Év   | Cím                     | Csúcshelyezések | Csúcshelyezések | Csúcshelyezések | Album          |
| Év   | Cím                     | UK              | IRL             | EU              | Album          |
| ---- | ----------------------- | --------------- | --------------- | --------------- | -------------- |
| 2008 | "If This Is Love"       | 8               | -               | 33              | Chasing Lights |
| 2008 | "Up"                    | 5               | 11              | 15              | Chasing Lights |
| 2009 | "Issues"                | 4               | 14              | 21              | Chasing Lights |
| 2009 | "Just Can't Get Enough" | 2               | 6               | 16              | Chasing Lights |
| 2009 | "Work"                  | 22              | 21              | 68              | Chasing Lights |
| 2009 | "Forever Is Over"       | 2               | 9               | 36              | Wordshaker     |
| 2010 | "Ego"                   | 9               | 10              | 49              | Wordshaker     |
| 2010 | "Missing You"           | 3               | 6               | 12              | Headlines!     |
| 2010 | "Higher"                | 10              | 11              | 32              | Headlines!     |
| 2011 | "Notorious"             | 8               | 19              | 58              | On Your Radar  |
| 2011 | "All Fired Up"          | 3               | 6               | 47              | On Your Radar  |
| 2011 | "My Heart Takes Over"   | 15              | 31              | 72              | On Your Radar  |
| 2012 | "30 Days"               | -               | -               | -               |                |